# یون اون هه
یون اون هه (به کره‌ای: 윤은혜، به انگلیسی: Yoon Eun-hye. زادهٔ ۳ اکتبر ۱۹۸۴) بازیگر، خواننده و مدل اهل کشور کرهٔ جنوبی است.

وی در ابتدا به عنوان عضوی از گروه «Baby V.O.X» آغاز بکار کرد و از سال ۱۹۹۹ تا ۲۰۰۵، همراه این گروه به فعّالیّت پرداخت. با ایفای نقش در دو سریال «روزگار شاهزاده» و «کافه پرنس» وارد عرصهٔ بازیگری شد.

## زندگی‌نامه

### ۱۹۹۹–۲۰۰۵: آغاز کار با Baby V.O.X
شروع با خوانندگی در سال ۱۹۹۹ اتفاق افتاد. یون ایون هه جایگزین عضو سابق این گروه یعنی خانم Lee Gai گردید. یون به خاطر صدای خوبش وکالیست گروه بود و به خاطر صورت بامزه ش و رفتارهای بچگانه اش معروف بود. او که کوچک‌ترین عضو گروه بود زیر سایهٔ سایر اعضای گروه توجه زیادی به او نمی‌شد.
پس از جایگزینی در این گروه آهنگ Come Come Come را می‌توان اولین آهنگی دانست که ایون هه در آن تجربهٔ خوانندگی دارد. این آهنگ موفقیت خوبی داشت و بعد از آن تک‌آهنگ‌هایی مانند “Get Up” و “Killer” به بازار آمدند که صدر جدول‌ها را گرفتند. از موفقیت‌های این گروه باید گفت آن‌ها یک گروه مخصوص کره نبودند و در بسیاری از کشورهای آسیایی مخصوصاً چین و تایلند شناخته شده بودند.
یون سوژهٔ خوبی برای آنتی فن‌های گرامی بود. یکی از معروفترین اتفاقها این است که با یک تفنگ آبپاش که در آن مخلوطی از سرکه و سس سویا بود سعی کردند که کورش کنند یون سریعاً به بیمارستان منتقل شد بنا به تشخیص دکتر قرنیه ش آسیب دیده بود. بعد از ۶ سال تلاش صادقانه در این گروه ایون هه قرار دادش با کمپانی به پایان رسید و از این گروه خارج شد.

### Princess Hours و موفقیت غیرمنتظره - ۲۰۰۶
اواخر سال ۲۰۰۵، وقتی به یون ایون هه پیشنهاد بازی در اولین نقش بزرگش در سریال روزگار شاهزاده داده شد، قراردادی را با کمپانی جدید Eight Peak امضا کرد. یون نقش اصلی را به عنوان شاهزاده Shin Chae Kyung بازی کرد که باعث شهرت و محبوبیت سریعش در آسیا شد. در ابتدا، طرفدارهای مانهوای Goong (کتاب کمیک که شبیه به مانگاست) از یون ایون هه سوالاتی را دربارهٔ توانایی بازیگریش کردند و بعد از آن هم درخواستی را علیه ایون هه به عنوان بازیگر نقش اول فرستادند و خواستند که کسی جایگزینش بشود. آن‌ها حتی صفحهٔ Cyworld ایون هه را با کلمات و الفاظ زشت و زننده پر کرده بودند.
در ابتدا یون می‌خواست از نقشش دست بکشد ولی بیانیه‌ای را منتشر کرد که در آن نوشته بود که او نهایت سعیش را می‌کند تا بهتر بازی کند، و با این گفته اش نشان داد که برای ثابت کردن خودش مصمم است. قسمت اول سریال با رتبهٔ متوسط پخش شد ولی وقتی جلو رفت، تعداد بینندگانش در سراسر کشور به ۲۸٫۳ درصد افزایش پیدا کرد. این محبوبیت بیش از اندازه باعث افزایش تعداد قسمت‌های سریال شد (از ۲۰ قسمت به ۲۴ قسمت) و به‌علاوهٔ یک قسمت ویژه "Special 1.5" که در ام بی سی پخش شد. هرچند که از یون و بقیهٔ بازیگران اصلی برای کار در فصل دوم سریال دعوت شده بود ولی فقط یک نفر از آن‌ها به‌طور رسمی قبول کرد. سرانجام، سریال جدید با شخصیتهای جدید فیلم‌برداری شد که به اسم Goong S شناخته شده و در واقع طرح اصلی نبود که کارگردان و کمپانی به آن فکر می‌کردند.
درپی موفقیتش در اولین سریالش، یون نقش اصلی بعدیش را در سریال مرد تاکستان برداشت که در ژوئیه ۲۰۰۶ و از شبکهٔ کی بی اس پخش شد. در ابتدا این سریال به خاطر رقابتش با سریال محبوب آن روزهای شبکهٔ ام بی سی یعنی Jumong رتبهٔ خیلی کمی را از نظر تعداد بینندگان داشت. با این وجود، داستان تأثیر برانگیز و بازی متقاعدکنندهٔ یون در نقش Lee Ji Hyun، رفته رفته در دل بیننده‌ها جا پیدا کرد و در آخر ،۱۵٫۶ درصد را به دست آورد. بازی یون در The Vineyard Man نه فقط برندهٔ بهترین بازیگر تازه‌وارد در جشنوارهٔ سریالهای کی بی اس سال ۲۰۰۶ شد بلکه جایزهٔ بهترین بازیگر زن در جوایز Grimae 2006 را در کنار سونگ ایل گوک به عنوان بهترین بازیگر مرد به دست آورد.

### ۲۰۰۷ - ادامهٔ موفقیتها با Coffee Prince
سومین نقش اصلی یون برای سریال روزهای دوشنبه/پنجشنبهٔ ام بی سی یعنی کافه پرنس بود که پخشش از ژوئیه ۲۰۰۷ شروع شد. او در نقش Go Eun-Chan کارگر کافی شاپ بازی کرد. صاحب کافی شاپ به خاطر موهای کوتاهش و رفتار خشنش، احتمال داد که پسر باشد و همین باعث شد که سریال به سمت یک سری مشکلات عاشقانه پیش برود.
این سریال با رتبهٔ بالایی از لحاظ تعداد بینندگان روبه رو شد تا جایی که رتبهٔ بیننده‌ها در سئول به بیش از ۳۲٫۱ درصد و در ۲۹٫۹ درصد در سراسر کشور بود و این سریال را در زمان پخشش به بالاترین برنامه از نظر تعداد بینندگان تبدیل کرد. این موفقیت بزرگ Coffee Prince یون را به بازیگری بدل کرد که بیشترین دستمزد را می‌گیرد و ام بی سی برای هر قسمت این سریال به او ۲۰ میلیون وون پرداخت می‌کرد. بازی موفق یون در Coffee Prince باعث شد که او را جزو لیست بهترین بازیگران زن در عرصهٔ هنر کره قرار بدهند. از ۱۹ تا ۲۷ نوامبر سال ۲۰۰۷، StarNews جشنوارهٔ جوایز بازیگری خودش را برگزار کرد که شامل سه شبکهٔ کی بی اس، ام بی سی و اس بی اس می‌شد و در مجموع ۱۷ محصول از این شبکه‌ها برای دریافت جایزه کاندید شدند(۵ تا از کی بی اس، ۷ تا از ام بی سی و ۵ تا از اس بی اس). در این جوایز، یون ایون هه به خاطر بازیش در Coffee Prince «بازیگر زن ممتاز» نامیده شد.
موفقیت Coffee Prince نه تنها باعث بیشتر شدن طرفداران یون در کره بلکه در سایر کشورها هم شد. در ۲۵ سپتامبر، یون دعوت نامه‌ای شخصی را از خانهٔ مد Blufin ایتالیا برای حضور در مجموعه مد بهارهٔ سال ۲۰۰۸ که در میلان برگزار می‌شد، دریافت کرد. حتی Anna Molinari شخصاً لباسی را به عنوان هدیه به یون تقدیم کرد.

### شناخته شدن به عنوان بازیگر۲۰۰۸
در ماه آوریل، یون ایون هه در بخش سریال‌های تلویزیونیِ چهلمین جشنوارهٔ هنرهای PaekSang، برای نقش گو ایون چان درThe 1st Shop of Coffee Prince برندهٔ جایزهٔ بهترین بازیگر زن شد. یون با این موفقیت از بازیگران کهنه‌کاری مانند کیم هی ئه و پارک جین هی پیشی گرفت و تبدیل به جوانترین بازیگر زنی شد که این جایزه را از آن خودش کرده‌است.
یون قبل از آن هم توانسته بود رکورد جوانترین بازیگری را که موفق به دریافت جوایز بهترین بازیگر زن در جشنوارهٔ Grimae ی سال ۲۰۰۶ و عالیترین بازیگر زن در جشنوارهٔ سریال کانال MBC در سال ۲۰۰۷ شده بود را بزند.
در ماه فوریه، یون ایون هه بعد از سه سال غیبت، به عرصهٔ موسیقی بازگشت و صدایش را به یک گروه هیپ هاپ تازه‌کار،Mighty Mouth، قرض داد. آهنگی که توسط آن‌ها و با اسم "Saranghae"(دوستت دارم) منتشر شد توجه زیادی را هم از طرف مردم و هم رسانه‌ها به خودش جلب کرد و در صدر چارت‌های موسیقی کرهٔ جنوبی قرار گرفت.
در آوریل ۲۰۰۸، مجلهٔ Elle لیستی از ۱۰۰ نفر منتشر کرد که به عنوان قدرتمندترین و تواناترین اشخاص در تاریخ عرصه سرگرمی کره شناخته شده بودند. در این لیست یون ایون هه در رتبهٔ ۴۴ام بود. یون به همراه چهار نفر دیگر(Rain، جون دو یون، به یونگ جون و سونگ کانگ هو) تنها کسانی بودند که بین ۵۰ نفر اول این لیست، توسط کارگردانان یا کمپانی‌های سرگرمیِ کره به شهرت رسیده بودند.
در اکتبر، یون ایون هه به پروژهٔ هنرهای معاصرِ برند Chanel در نیویورک دعوت شد و در آنجا همردیف بسیاری از سوپرمدل‌های دنیا و ستاره‌های هالیوودی قرار گرفت. یون تنها نمایندهٔ آسیا در این مراسم بود.
در سپتامبر ۲۰۰۸، بعد از به پایان رسیدن مدت قراردادش با کمپانی Kraze Entertainment، یون ایون هه کمپانی مستقل خودش را به نام The House Company راه اندازی کرد. او به تنهایی پایه ریزیِ کمپانیش را به عهده گرفت و همهٔ جزئیاتش را از برنامه‌ها گرفته تا طراحی لوگو و مسائل داخلی، خودش انجام داد. با وجود اینکه این یک کمپانی تک نفره بود، یون برنامه‌های زیادی برای نشان دادن استعدادهای جدیدش داشت.

### My Fair Lady - 2009
سال ۲۰۰۹، یون ایون هه یک همکاری را با خانهٔ مد کره‌ای JOINUS داشته تا یک سری از لباسها را به نام خودش برای JOINUS طراحی کند. ۳۰ آوریل ۲۰۰۹، به یون ایون هه جایزهٔ " بهترین خانم جواهرسال۲۰۰۹ " را اهدا شد. این جایزه به وسیلهٔ نمایندگان کمپانی‌های عالی و همچنین طراحهای مشهور و حرفه‌ای در عرصهٔ جواهرات پیشنهاد شده بود.
جایزهٔ یون یک نشان و مجموعه از جواهرات بود که مخصوصاً برای خودش طراحی کرده بودند. یون ایون هه بعد از دو سال وقفه، از بازگشت خودش با سریال بانوی زیبای من خبر داد. یون نقش Kang Hye Na را بازی کرد که دختری متکبر، سنگدل که وارث ثروت و تجارت خانوادگیش بود. سریال شروع خوبی داشت و در چارت سریالهای چهارشنبه- پنجشنبه با رتبه بندیه ۱۷٫۴ درصد در راس بود.
یون در مصاحبه‌ای گفته بود «صداهای زیادی هستند که من را تشویق و ستایشم می‌کنند. من با انتقاد بیننده‌ها روبرو شدم که می‌گفتند نباید متکبر و مغرور باشم. من به آن سنی رسیدم که مثل یک بازیگر و یک خانم بالغ شده باشم. من می‌خواهم کم‌کم استعداد و تواناییهایم را نشان بدهم ولی مایهٔ تاسف است که خیلی از مردم زمانی را برای شکست به من نمی‌دهند. من می‌خواهم با تجربهٔ شکستها هم چیزهای بیشتری یاد بگیرم. امیدوارم برای یک اشتباه مردم روی من به عنوان بازیگری که شکست می‌خورد، برچسب نزنند.»

### ۲۰۱۰ - کارهای خیریه و تجدید دیدار گروه V.O.X
ژانویه سال ۲۰۱۰، یون اولین پروژهٔ خیریه خودش را شروع کرد و به بچه‌هایی که مشکل بیانی داشتند کمک کرد تا کیفهای دستی چاپ شده را درست کنند. این کیفها در مغازه‌های ELBON به نمایش گذاشته شد تا دربارهٔ بچه‌های با مشکل بینایی به مردم آگاهی بدهند.
در فوریه سال ۲۰۱۰، یون ایون هه به عنوان سفیر حسن نیت برای "کمپین حقوق بشر بالهای صورتی" توسط Vogue Girl انتخاب شد. این کمپین خیریه برای کمک به آن دسته از دخترانی برپا شده بود که سرپرست خانوار بودن و منافع حاصل از فروش هم برای کمک هزینهٔ درسی و چیزهای دیگر به این دختران نیازمند خرج می‌شد. در ماه مارچ، یون ایون هه و کیم هیون جونگ همکاری مشترکی را برای کمپانی Basic House داشتند تا به کودکان آفریقایی کمک کنند. همهٔ سود حاصل از فروش تی شرتهای “Never Alone” به نیازمندان آفریقایی اهدا شد. یون ایون هه همین‌طور سفیر کمپین خیریه دیگری هم بود به نام "Hope Angel" که در واقع یک برنامه برای جمع‌آوری پول بود تا به کودکانی که از بیماری‌های لاعلاج رنج می‌برند کمک شود.
این پروژه توسط بنیاد خیریه Make-A-Wish طراحی شده بود که در ۲ مارس آغاز به کار کرد و واکنش‌های سریعی را از طرف کاربران اینترنتی جذب کرد. یون در کمتر از دو ساعت ۸۲ درصد از ۵۰۰ درخواست امضا را دریافت کرد.
در ماه فوریه، آگهی تجاری با مدت زمان ۱۲ دقیقه برای آبجوئه Cass با عنوان Temptation منتشر شد. در این آگهی بازرگانی، تکیون، جونسو، ویوونگ و نیکون از ۲ پی ام هم حضور داشتند. یون نقش طراح نیکون روبازی کرد که عاشق او بوده. موزیک ویدیو خیلی سریع توجه مردم رو به خودش جلب کرد و به موضوع داغ تبدیل شد. در کنار آگهی بازرگانی، تک‌آهنگش هم با عنوان "Tik Tok" منتشر شد. به خاطر موفقیت تک‌آهنگ به‌علاوهٔ حضور قبلی یون در موزیک ویدیو گروه Mighty Mouth به نام "Saranghae"، رسانه‌ها به یون لقب "جادوگر خوش شانس" رو دادند.
در ماه می یون حضوری افتخاری را در کنار لی مین هو در سریال Personal Taste تجربه نمود.
در ۲۸ ژوئن سال ۲۰۱۰ خبر دادند که یون ممکن است در سریال Love Song که بازسازی فیلم هنگ کنگی سال ۱۹۹۶ به نام Comrades: Almost a Love Story هست، بازی کند. در این سریال یون قرار بود نقش Yu Chae-hwa خانمی که برای زندگی در کره از چین مهاجرت کرده را به تصویر بکشد. ۲۲ آگوست، یون به همراه اعضای گروه V.O.X برای اولین بار و بعد از ۶ سال از منحل شدن گروه دوباره اجرا کرد. در ماه نوامبر، صنعت تبلیغات کره روش‌های علمی را برای پیش‌بینی کردن رتبه‌ها و تصمیم‌گیری دربارهٔ بهتر سرمایه‌گذاری روی سریالها، ارائه کرد. در این مقاله یون رتبهٔ اول را برای مهم‌ترین بازیگر در رتبه‌بندی و صنعت تبلیغات به دست آورد. بر طبق مقالهٔ «روش‌های عملی صنعت تبلیغات کره» یون ایون هه بازیگر قابل توجهی هستش که از سال ۲۰۰۵ تا ۲۰۱۰ وقتی که همه چیز در شرایط یکسان و برابری بوده، بر رتبه‌بندی سریالهای تلویزیونی اثر گذاشته‌است.

### 2011 - My Black Mini Dress و Lie to Me
یون برای اولین مینی آلبوم Kan Mi Youn همگروهی سابقش در Baby V.O.X جلد آلبوم را طراحی کرد و طراح تصویر کلیه آلبوم بود. این آلبوم در ۱۷ فوریه منتشر شد و به دنبال آن یون را به خاطر احساسات مدگرایانه اش تحسین کرده بودند.
یون بعد از پنج سال با فیلم My Black Mini Dress که براساس رمانی به همین نام نوشتهٔ Kim Min Seo بود به صفحهٔ بزرگ سینماها بازگشت. یون در نقش اصلی به اسم Yoo Min بازی کرد که ۲ درصد در ظاهر، امکانات مالی و مردها کمبود داشت. این فیلم چهار دختر"نسل ۸۸" را نشان می‌داد که بعد از فارغ‌التحصیل شدن به دیواری از واقعیات برخورد می‌کنند. این فیلم سینمایی حتی قبل از اکرانش در سینماها به موضوع داغ آن روزها تبدیل شد و رتبهٔ اول را در جستجوی کلمات در موتورهای جستجوگر مختلف به دست آورد. این فیلم ۲۴ مارس در سینماها اکران شد و جایگاه دوم را در رتبه‌بندی فروش به دست آورد. در کمتر از ۶ روز از اکرانش هم بیش از ۲۰۰٫۰۰۰ تماشاچی را جذب خودش کرد.
۷ آوریل سال ۲۰۱۱، اس بی اس خبر از بازگشت یون بعد از دو سال به تلویزیون داد. در سریال به من دروغ بگو یون نقش Gong Ah-Jung را بازی کرد که آدمی سرزنده بود که کارمند رده پنجم وزارت فرهنگ و ورزش بود. صداقت و درست کاری Gong Ah-Jung بعد از یک دروغ مسخره به رسواییهایی تغییر پیدا کرد. شروع پخش این سریال از ۱۹ آگوست بود و تا ۸ اکتبر هم ادامه پیدا کرد.
اکتبرِ ۲۰۱۲، یون بازی در سریال دلم برات تنگ شده را در نقشِ لی سویون پذیرفت و به دنبال آن پارک یوچان نقش مقابلش یعنی هان جونگ وو و یو سئونگ هو نقش کانگ هیونگ جون را در این درامِ ام بی سی بعهده گرفتن که بازی در این سریال، بازگشت ایون هه به تلویزیون را بعد از ۱۷ ماه رقم می‌زد.
جونگ وو و سویون زوجِ دبیرستانی بودند که برخورد با یک سری مشکلات هولناک آن‌ها را تا بزرگسالی درگیر می‌کند و حالا کارآگاه ما یعنی جونگ وو سالهاست که با ناامیدی به دنبال سویون می‌گردد اما درست زمانی که سرنوشت راه آنها را باهم یکی می‌کند سویون، دخترِ همیشگی نیست و با هویت دیگری زندگی می‌کند.

## اختلافات

### اختلاف با مدیریت
در جولای2007، اختلافات با شرکت مدیریتی اش به نام هشت قله به سطح آشکاری رسید؛ در نهایت، یون یک گواهی محتواها (COC) ارائه کرد تا توافق قراردادی خود با این شرکت را لغو کند.

### کپی برداری بدون مجوز
پس از پیروزی یون در برنامه مد چینی Goddess Fashion، که در آن او از یک کت سفید با یقه و حاشیه منحصر به فردی روی آستین هایش رونمایی کرده بود تا حس بالندگی را مطابق با مضمون فیلم Chronicles of Narnia القا کند، یون توسط طراح مد کره ای Yoon Choon-ho به کپی برداری متهم شد.

## فیلم‌شناسی

### مجموعه تلویزیونی
| سال       | عنوان                         | نقش                         | شبکه    |
| --------- | ----------------------------- | --------------------------- | ------- |
| ۲۰۰۶      | روزگار شاهزاده                | شین چه-گیونگ                | ام‌بی‌سی  |
| ۲۰۰۶      | مرد تاکستان                   | لی جی-هیون                  | کی‌بی‌اس  |
| ۲۰۰۷      | کافه پرنس                     | گو اون-چان                  | ام‌بی‌سی  |
| ۲۰۰۹      | بانوی زیبای من                | کانگ هه-نا                  | کی‌بی‌اس  |
| ۲۰۱۰      | ذائقهٔ شخصی                    | یون اون-سو (میهمان، قسمت ۸) | ام‌بی‌سی  |
| ۲۰۱۱      | به من دروغ بگو                | گونگ آ-جونگ                 | اس‌بی‌اس  |
| ۲۰۱۲      | جادهٔ امید                     | خودش                        | کی‌بی‌اس  |
| ۲۰۱۲–۲۰۱۳ | دلم برات تنگ شده              | لی سو-یون                   | ام‌بی‌سی  |
| ۲۰۱۳      | اگر جرات داری با او ازدواج کن | نا می رای                   | KBS2    |
| ۲۰۱۸      | خوش‌حال از دیدار با شما        | خودش                        | Tencent |
| ۲۰۱۸      | هشدار عشق                     | یون یو جانگ                 | MBN     |
| ۲۰۱۹      | برو برو سانگ                  | گونگ سان هوا                | CGNTV   |

### فیلم
| سال  | عنوان              | نقش           |
| ---- | ------------------ | ------------- |
| ۲۰۰۲ | اورژانس ۱۹         | بازیگر میهمان |
| ۲۰۰۶ | افسانهٔ هفت برنده   | هان مین-جو    |
| ۲۰۱۱ | لباس کوتاه مشکی من | لی یو-مین     |
| ۲۰۱۵ | بعد از عشق         | ین هونگ       |